# Felis silvestris grampia
Felis silvestris grampia (лат.) — подвид дикой кошки. Численность насчитывает от 1000 до 4000 особей, из которых около 400 особей соответствуют морфологическим и генетическим критериям дикой кошки.

## Таксономия

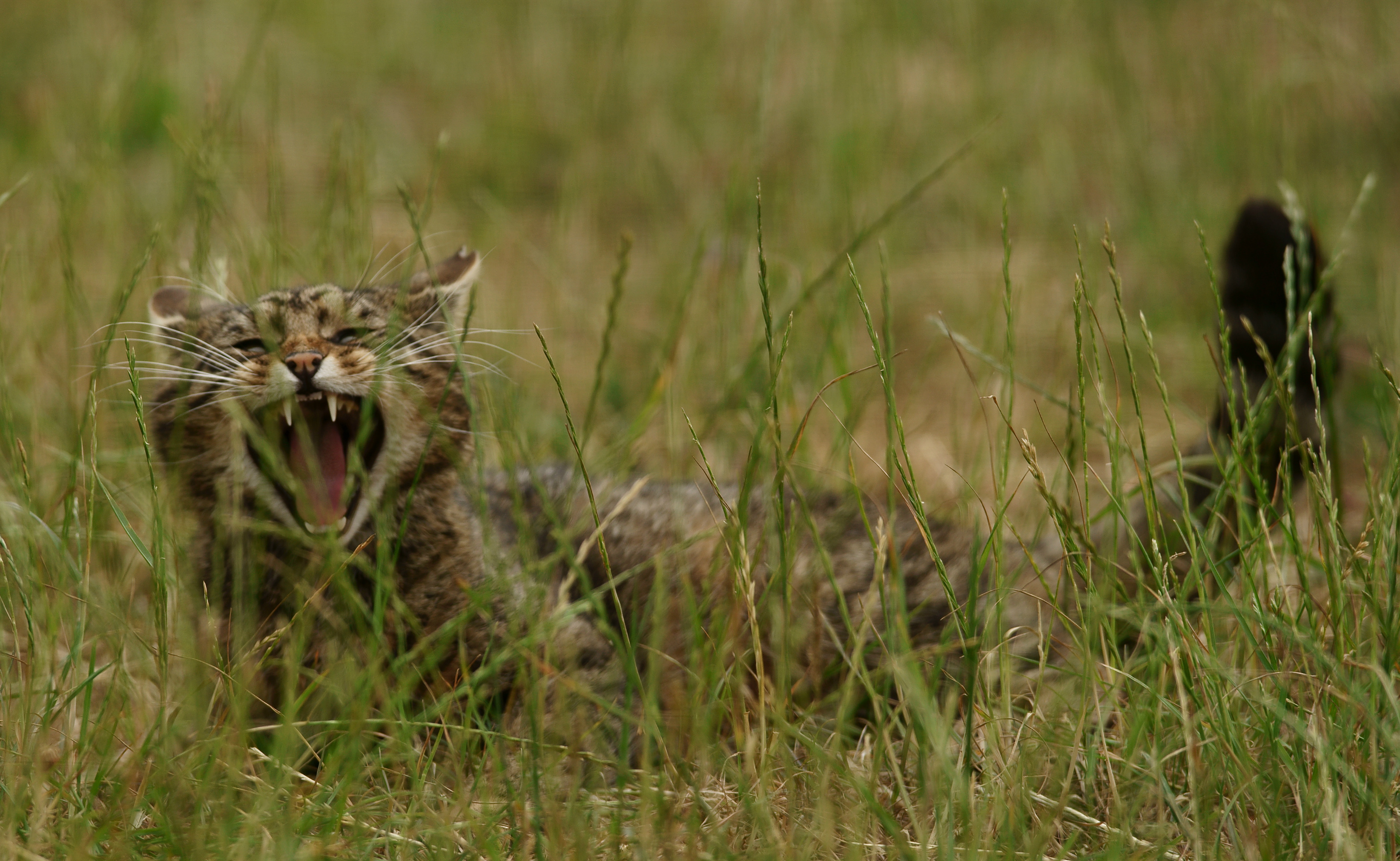
Шотландская дикая кошка показывает свои клыки, 2013

Felis grampia — это научное название, предложенное Джерри Смитом Миллером в 1907 году, который впервые описал шкуру и череп дикой кошки из Шотландии. Он утверждал, что самец из Инвермористона (Шотландия) был такого же размера, как и европейская дикая кошка Felis silvestris, но отличался более тёмным мехом с более выраженными чёрными отметинами и чёрными подошвами лап. В 1912 году Миллер считал его подвидом   Felis silvestris grampia после проверки 22 шкур из Шотландии в собрании Музея естественной истории в Лондоне. Когда Реджинальд Иннес Покок рассмотрел таксономию рода Felis в конце 1940-х годов, он имел в своем распоряжении более 40 шотландских образцов дикой кошки в коллекции Музея. Он признал Felis Silvestris Grampia в качестве действующего таксона. Результаты морфологического и генетического анализа показывают, что шотландская дикая кошка произошла от европейской дикой кошки. Популяция в Великобритании была изолирована около 7000—9000 лет назад из-за повышения уровня моря после последнего ледникового максимума. С 2017 года Целевая группа по классификации кошек Группы специалистов по кошкам признает Felis silvestris silvestris в качестве действительного научного названия для всех европейских популяций диких кошек, а также F. s. grampia как синоним, утверждая, что сомнительно, что характеристики данного подвида достаточно отчетливы, чтобы придать ей отдельный подвидовой статус. Он все ещё включён в список Felis silvestris grampia в Интегрированной таксономической информационной системе.

## Характеристики
F. s. grampia отличается от домашней кошки более тяжёлым, крепким черепом и более длинными костями конечностей. Он также больше по размеру тела, но с более коротким желудочно-кишечным трактом. Его мех  однотонный с полосатым рисунком. У него пушистый, кольчатый хвост, чёрный на кончике, тупой, без полос. У него нет белых отметин, как у домашней кошки, полос на щеках и задних ногах, пятен на нижней стороне или на наружной стороне ушей. Длина головы у самцов варьирует от 578 до 636 мм с длиной хвоста 305—355 мм, а у самок — от 504 до 572 мм с длиной хвоста 280—341 мм. Кондилобазальная длина черепов самок варьирует от 82 до 88 мм, а самцов — от 88-99 мм. Самцы весят 3,77—7,26 кг, а самки меньше на 2,35—4,68 кг.

## Распространение и среда обитания

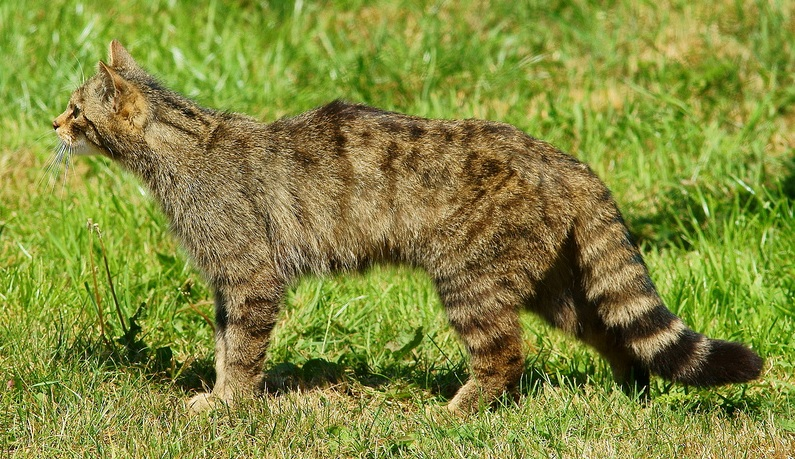
Шотландская дикая кошка в Британском центре дикой природы, 2015

Шотландская дикая кошка обитает в Британии с раннего голоцена, когда Британские острова были соединены с континентальной Европой через Доггерленд. Когда-то она обитала во всей Великобритании. В Южной Англии она, вероятно, была истреблена в XVI веке. К середине 19-го века её ареал вследствие преследования сократился до Западно-Центрального Уэльса и Нортумберленда, а к 1880 году — до западной и северной Шотландии. К 1915 году обитала только в Северо-Западной Шотландии. После Первой Мировой Войны благодаря сокращению числа охотников и программе восстановления лесов популяция диких кошек снова увеличилась до своего нынешнего ареала. Урбанизация и индустриализация помешали дальнейшей экспансии в южные районы Шотландии.
В настоящее время её распространение включает Кэрнгормс, Чёрный остров, Абердиншир, Ангус Гленс и Арднамурчан. Шотландские дикие кошки живут в лесных местообитаниях, в кустарниках и около опушек леса, но избегают вересковых пустошей и местностей, заросших дроком. Они предпочитают участки вдали от сельскохозяйственных угодий и избегают снега глубже 10 см.